# Врвари
Врвари (итал. Varvaro) је насељено место у Републици Хрватској у саставу града Пореча у Истарској жупанији.

## Географија
Врвари се налазе 2 км источно од Пореча, на надморској висини од 73 метара. Смештено је на благом узвишењу, око 500 метара северно од државног пута (D-320) Пореч–Жбандај. Већина радног становништва ради у оближњем Поречу и околним туристичким местима, иако се још део становника бави традиционалном пољопривредом (винова лоза). Око језгре старога насеља, које је изграђено са каменим кућама, развила се нова градња, која је због близине готово урбанизовани омотач града Пореча. Главна улица носи назив по поречкој племићкој породици Балдини, која је на овом подручју имала поседе и станцију.

## Историја
Шире подручје је било настањено још у праисторији (илирска градина Петровац крај Веленики, с налазима из раног бронзаног доба), а у античко доба припадало је Парентинском агеру (налази римских гробова). На темељима насеља из раног средњег века, место Варвари је 1595. године основао капетан Јурај Филипин са досељеним породицама из Далмације (у документима наведени као Морлаци), у оквиру организоване колонизације коју је млетачка власт проводила са избеглицама из подручја под њеном влашћу која су била захваћена ратом са Османлијама. Досељеницима је додељивана необрађена земља у околини, што је доводило до ширења насеља. Својим доласком досељеници су утицали на промену структуре пољопривреде тако да сточарство постаје једнако заступљено као и земљорадња. У новонасталим насељима организована је локална власт на челу са жупаном. Број становника у следећим деценијама се неколико пута повећавао досељавањем нових избјеглица. Након 1622. године уследио је нови талас насељавања Порештине колонистима претежно из Далмације, Црне Горе, Босне, Албаније, Фурланије, Тревиса и грчког Крита.

## Демографија
На попису становништва 2011. године, Врвари су имали 792 становника.
Према попису становништва из 2001. године у насељу Врвари живело је 175 становника који су живели у 136 породичних, 27 самачких домаћинстава и 3 непородична домачинства.
Кретање броја становника по пописима 1857—2001.
| година пописа  | 1857. | 1869. | 1880. | 1890. | 1900. | 1910. | 1921. | 1931. | 1948. | 1953. | 1961. | 1971. | 1981. | 1991. | 2001. |
| бр. становника | 104   | 115   | 157   | 164   | 192   | 252   | 291   | 224   | 164   | 125   | 120   | 158   | 306   | 639   | 523   |

## Попис1991.
На попису становништва 1991. године, насељено место Врвари је имало 639 становника, следећег националног састава:
| Попис 1991.‍  | Попис 1991.‍  | Попис 1991.‍ | Попис 1991.‍ | Попис 1991.‍ |
| ------------ | ------------ | ----------- | ----------- | ----------- |
|              |              |             |             |             |
| Хрвати       | Хрвати       |             | 343         | 53,67%      |
| Срби         | Срби         |             | 58          | 9,07%       |
| Југословени  | Југословени  |             | 31          | 4,85%       |
| Италијани    | Италијани    |             | 19          | 2,97%       |
| Албанци      | Албанци      |             | 11          | 1,72%       |
| Словенци     | Словенци     |             | 10          | 1,56%       |
| Муслимани    | Муслимани    |             | 6           | 0,93%       |
| Мађари       | Мађари       |             | 5           | 0,78%       |
| Црногорци    | Црногорци    |             | 3           | 0,46%       |
| Чеси         | Чеси         |             | 3           | 0,46%       |
| неопредељени | неопредељени |             | 6           | 0,93%       |
| регион. опр. | регион. опр. |             | 133         | 20,81%      |
| непознато    | непознато    |             | 11          | 1,72%       |
| укупно: 639  |              |             |             |             |

## Литератрура
- А. Шоње: Slavenska cesta u Poreštini (Istra), Рад ЈАЗУ, књига 360, Загреб 1971.